# Distrito de Penonomé
El distrito de Penonomé es una de las divisiones que conforma la provincia de Coclé y está situado en la República de Panamá.

## Historia
Penonomé es la ciudad capital de la provincia de Coclé. Esta provincia se inicia en los llanos salados y costas del Pacífico, atraviesa campos de caña y llega a impresionantes cascadas y cimas de montañas donde crecen orquídeas. En total, la provincia de Coclé cubre casi 12,000 kilómetros cuadrados y tiene una población de más de 200,000. La provincia es centro de agricultura para Panamá y productora de azúcar, sal, tomates, café, arroz, cebolla y naranjas. Coclé también es un lugar favorito para viajeros e incluye los centros turísticos de playa más grandes del océano Pacífico, alrededor de sus áreas costeras de más de 100 kilómetros. 
Penonomé fue fundada en 1581 por los españoles y fue creciendo alrededor de la plaza de una iglesia colonial española. La comunidad sirvió como parada importante de los mercaderes que se movían por el camino histórico de Las Cruces. En 1671, después de que la capital de Panamá (ubicada en ese entonces donde hoy se encuentran el complejo monumental de Panamá La Vieja) fuera destruida por el pirata Henry Morgan y otros, Penonomé fungió como la capital del departamento de Panamá, hasta que la nueva sede de ésta fuera establecida en 1673, en el corregimiento de San Felipe, también conocido como "Casco Antiguo". 
Penonomé tiene un plan urbano español estándar conocido como traza, en donde la iglesia, las oficinas gubernamentales y la estación de policía están ubicadas alrededor de un parque rectangular. Desde el parque central rectangular hay calles paralelas, las cuales se dividen en bloques. Hoy es una ciudad en proceso de desarrollo, que cuenta con sucursales bancarias, hoteles, hospitales y centros de comercio. 
Hay una rica historia indígena en Penonomé y sus alrededores, especialmente en el pueblo colonial de La Pintada, el cual está lleno de jeroglíficos y huacas, sitios que, por lo general, guardaban los restos de los indígenas, junto con valiosas piezas de orfebrería y cerámica. Algunos de los descubrimientos arqueológicos más importantes, indican que esta área tiene más de 600 años de historia previa a la llegada de los españoles. 
En la región hay muchas personas hermosas, producto del mestizaje; es una tierra de bellas atracciones naturales, que son expresiones de una cultura diversa, de su historia y su folclor. Las personas de Coclé son muy festivas y celebran un gran número de fiestas, como la del Tomate, los festivales de la Naranja y el Carnaval Acuático, en donde se hace un desfile con carrozas a través del río Zaratí. 
Entre otros atractivos de la zona hay que mencionar la calidad de vida en contacto con la naturaleza, su costo, así como el valor de las propiedades. Se pueden obtener tierras hermosas y propiedades únicas a precios excepcionales.
Los carnavales de Penonomé se caracterizan por tener a grupos de samba, raíces que vinieron a través de la familia Berrocal, los cuales representaban a los Cascabeleros, una agrupación que tocaba estilos de samba de Brasil, hoy día hay cuatro grupos consolidados llamados: Nuevos Cascabeleros, Corsarios, Acuarios y la revelación Portelo Do Zaratí del Doctor Ricardo Jaén. Provincia de Cocle

## División político-administrativa
Desde el 26 de abril de 2022 Penonomé está conformado por 16 corregimientos:
- Penonomé
- Cañaveral
- Coclé
- Chiguirí Arriba
- El Coco
- Pajonal
- Río Grande
- Río Indio
- Toabré
- Tulú
- Boca de Tucué
- Candelario Ovalle
- Las Minas
- Riecito
- San Miguel
- Victoriano Lorenzo

## Economía
La economía de Penonomé está basada en un comercio estable de empresas pequeñas y de comercio ambulatorio, con persistencia de la venta de legumbres y frutas provenientes del área norte, o el comercio de artesanías, como los sombreros pintados y las piezas de piedra jabón realizadas en Membrillo.
La implantación de industrias mineras de cobre y oro ha traído un auge económico que se traduce en la construcción de bienes raíces y la aparición de nuevos centros comerciales. También varias universidades privadas se han instalado en Penonomé.